# Tobin Marks
Tobin J. Marks (Washington DC, EUA 1939) és un químic i professor universitari estatunidenc, especialista dels nous materials i nanotecnologia.

## Biografia
Va néixer el 25 de novembre de 1939 a la ciutat de Washington DC, capital del districte de Colúmbia. Va estudiar química a la Universitat de Maryland, on es va llicenciar el 1966, i posteriorment es va doctorar a l'Institut Tecnològic de Massachusetts (MIT) el 1970.
Actualment és professor de química catalítica, enginyeria i Ciència material a la Universitat de Northwestern.

## Recerca científica
Ha desenvolupat la seva recerca científica al voltant de diversos camps, com són la química organometàl·lica, fotònica i l'electrònica molecular, desenvolupant processos per a la creació de diversos tipus de plàstics reciclable i innocu al medi ambient.
El juny de 2008 ha estat guardonat amb el Premi Príncep d'Astúries d'Investigació Científica i Tècnica, juntament amb Sumio Iijima, Shūji Nakamura, Robert Langer i George Whitesides, pels seus treballs al voltant de la nanotecnologia.